# Lígia Silva
Lígia Santos da Silva (Manaus, 6 de março de 1981) é uma mesa-tenista brasileira, olímpica, pan-americana e campeã latino-americana (2006).
Participou das Olimpíadas de Sydney 2000, Atenas 2004 e Londres 2012. Disputou também os Jogos Pan-americanos de Winnipeg 1999 em Winnipeg, Santo Domingo 2003 em Santo Domingo, Rio 2007, Guadalajara 2011 e Toronto 2015.
Ganhou 11 campeonatos brasileiros de tênis de mesa.

## Trajetória esportiva
Lígia começou a treinar tênis de mesa aos 13 anos, na Vila Olímpica da cidade onde morava, Manaus. Incentivada pela mãe a fazer algum esporte, foi até a instituição se matricular. O tênis de mesa não era a primeira opção; ela iria se inscrever nas aulas de natação, mas como o professor havia faltado, foi parar na escolinha de tênis de mesa. Disse ter passado por dificuldades, ter treinado descalça por não possuir um calçado adequado, não ter dinheiro para transporte, entre outras barreiras.
Em 1995, ganhou o campeonato sul-americano infantil. Mudou‑se para Santos aos 17 anos, para se aperfeiçoar, quando foi convocada para a Seleção Brasileira Juvenil.

### 1999-2015
Participou dos Jogos Pan-Americanos de 1999 em Winnipeg, na modalidade por equipes. Disputando junto com Eugênia Ferreira e Lyanne Kosaka, ganhou a medalha de bronze.
Em Sydney 2000, fez história ao se tornar a primeira mulher do país a disputar o torneio individual olímpico. Na competição, ganhou apenas um set em duas partidas.
Nos Jogos Pan-Americanos de 2003 em Santo Domingo, chegou até as oitavas-de-final na modalidade individual, sendo eliminada por Petra Cada, do Canadá. Na modalidade de duplas, fez par com Marianny Nonaka, mas ficaram na primeira fase.
Em 2004, se formou em Educação Física.
Participou dos jogos em Atenas 2004. Na modalidade individual, disputou apenas um jogo, e perdeu de 4 a 1 para a nigeriana Cecília Otu Offiong. Na modalidade de duplas, disputou junto com Mariany Nonaka, mas a equipe brasileira perdeu para as tchecas Renata Strbikova e Alena Vachovcova por 4 a 2.
Ganhou o Campeonato Latino-Americano Individual de 2006, ocorrido em março, em Medellín, na Colômbia. Lígia ganhou a modalidade individual e também por equipes, fazendo dupla com Thiago Monteiro. Em junho, participou do Aberto do Brasil. Se classificou para a copa do mundo, ocorrida em dezembro de 2006 na China.
Participou dos Jogos Pan-Americanos de 2007, no Rio de Janeiro, onde chegou até as quartas-de-final na disputa por equipes, e chegou até a segunda fase da modaliadade individual. Em dezembro do mesmo ano, ganhou o Campeonato Brasileiro de tênis de mesa.
Em 2009, ganhou o Campeonato Latino-Americano Individual e participou dos Jogos da Lusofonia em Lisboa. Em 2010, participou dos Jogos Sul-americanos em Medellín.
Disputou os Jogos Pan-Americanos de 2011 em Guadalajara.
Em março de 2012, disputou as eliminatórias para as olimpíadas, ficando em primeiro lugar.
Participou das olimpíadas em Londres 2012.
Ganhou o Campeonato Latino-Americano Individual mais uma vez em 2014.
Nos Jogos Pan-Americanos de 2015, juntamente com Luca Kumahara e Gui Lin, conquistou a medalha de prata, ao serem derrotadas pela seleção estadunidense.

### 2016-2023
Desde 2016 treina seu clube e escolas, e desde 2018 atua treinando a base do tênis de mesa brasileiro. Em 2019, foi ao Campeonato Brasileiro de Tênis como técnica, mas também disputou na modalidade individual. É técnica do Programa de Desenvolvimento de Talentos da CBTM. Em 2022, foi aos Jogos Sul-americanos da Juventude, como parte da comissão técnica.
Atua também com comunidades carentes de Santos. Dá aulas no Centro Esportivo e Recreativo da Zona Noroeste (Cerzno) e no M. Nascimento, ensinando o esporte.
Em setembro de 2023 foi convidada pela Federação Internacional de Tênis de Mesa para ministrar um curso em Trindad e Tobago.
Em novembro de 2023, disputando pela Associação Concordiense de Tênis de Mesa-SC, conquistou o ouro na 22ª edição do TMB Chalenge Plus Concórdia-SC, ganhando por 3 sets a 0 de Ana Peters, que ficou com a prata.